# Mason megye (Texas)
Mason megye az Amerikai Egyesült Államokban, azon belül Texas államban található. Megyeszékhelye és legnagyobb városa Mason. Lakosainak száma 3953 fő (2020. április 1.). Mason megye San Saba, McCulloch, Llano, Gillespie, Kimble és Menard megyékkel határos.

## Népesség
A megye népességének változása:
| Lakosok száma | 4013 | 4021 | 4027 | 4128 | 4032 | 3953 |
|               | 2010 | 2011 | 2012 | 2013 | 2015 | 2020 |